# Bred spatelguldstekel
Bred spatelguldstekel (Elampus constrictus) är en stekelart som först beskrevs av Förster, 1853. Arten ingår i släktet spatelguldsteklar och familjen guldsteklar.

## Utbredning
Enligt den finländska rödlistan är arten nära hotad i Finland. Enligt den svenska rödlistan är arten nära hotad i Sverige. Arten förekommer i Götaland, Svealand och Övre Norrland. Artens livsmiljö är åsmoskogar. Arten förekommer i Iran.